# Стежару (комуна, Тулча)
Стежару (рум. Stejaru) — комуна у повіті Тулча в Румунії. До складу комуни входять такі села (дані про населення за 2002 рік):
- Васіле-Александрі (626 осіб)
- Міна-Алтин-Тепе (796 осіб)
- Стежару (872 особи)

Комуна розташована на відстані 197 км на схід від Бухареста, 49 км на південний захід від Тулчі, 66 км на північ від Констанци, 83 км на південний схід від Галаца.

## Населення
За даними перепису населення 2002 року у комуні проживали 2294 особи.
Національний склад населення комуни:
| Національність   | Кількість осіб | Відсоток |
| ---------------- | -------------- | -------- |
| румуни           | 2277           | 99,3%    |
| турки            | 8              | 0,3%     |
| угорці           | 6              | 0,3%     |
| болгари          | 2              | 0,1%     |
| росіяни-липовани | 1              | < 0,1%   |

Рідною мовою назвали:
| Мова      | Кількість осіб | Відсоток |
| --------- | -------------- | -------- |
| румунська | 2281           | 99,4%    |
| турецька  | 8              | 0,3%     |
| угорська  | 3              | 0,1%     |
| циганська | 1              | < 0,1%   |
| російська | 1              | < 0,1%   |

Склад населення комуни за віросповіданням:
| Релігія       | Кількість осіб | Відсоток |
| ------------- | -------------- | -------- |
| православні   | 2274           | 99,1%    |
| мусульмани    | 8              | 0,3%     |
| п'ятдесятники | 4              | 0,2%     |
| римо-католики | 3              | 0,1%     |
| адвентисти    | 3              | 0,1%     |
| реформати     | 1              | < 0,1%   |
| старообрядці  | 1              | < 0,1%   |

## Зовнішні посилання
- Дані про комуну Стежару на сайті Ghidul Primăriilor [Архівовано 28 травня 2009 у Wayback Machine.]